# Euchroea histrionica
Euchroea histrionica är en skalbaggsart som beskrevs av Hermann Burmeister 1842. Euchroea histrionica ingår i släktet Euchroea och familjen Cetoniidae. Inga underarter finns listade i Catalogue of Life.